# Nikolina
Nikolina je žensko lično ime. Ovo ime je 22. najpopularnije žensko ime u Srbiji,  32. u Hrvatskoj i 68. u Sloveniji. Slična imena ovom imenu su: Nikolinka, Nikolija, Nikola, Nikol, Nikoleta, Nina, Nika, Nila, Niki...

## Poreklo
Smatra se da je ime Nikolina izvedeno od muškog imena Nikola i da potiče od latinskog Nicolaus, odnosno grčkog Nikolaos.
U izvornom obliku u osnovi ima imenicu nike što znači „pobeda”, pa kada se to uzme u obzir, žensko ime Nikolina može da se prevede kao „ona što donosi pobedu”, odnosno „pobednica”.

## Čuveni nosioci imena
- Srpska kajakašica je Nikolina Moldovan.
- Nikolina Đorđević je srpska filmska i pozorišna glumica.
- Kadetska reprezentativka Srbije u odbojci je Nikolina Lukić.
- Hrvatska televizijska voditeljka je Nikolina Pišek ili Nikolina Ristović.
- Nekadašnja bugarska atletičarka je Nikolina Pavlova Shtereva.
- Još jedna bugarska sportistkinja je Nikolina Ruseva.
- Kanadska glumica, bugarskog porekla je Nikolina Konstantinova Dobreva, poznata kao Nina Dobrev.
- Nikolina Kujača, glumica
- Nikolina Lončar Miss Crne Gore 2012, diplomirani komunikolog, novinarka i PR-Menadžer organizacije Miss Monte i direktorka marketinga turske kompanije JOYMISS

## Literatura
- „”.  (на језику: енглески).
- „Šta znači tvoje ime: NIKOLINA”. Mondo. 4. 7. 2016.
- „”.  (на језику: енглески).

## Spoljašnje veze
- „Značenje i Porijeklo imena Nikolina (Nikol, Nikoleta, Nikolija)”. Značenje imena.